# William Francis Hillebrand
William Francis Hillebrand ( * 12 de diciembre de 1853 , Honolulu - 7 de febrero de 1925 ) fue un químico botánico alemán .

## Biografía
Era hijo del médico y botánico alemán Wilhelm Hillebrand. Luego de sus estudios de Química en la Universidad de Freiberg, obtiene en 1875 un doctorado en Heidelberg.
Tras estudiar química, estudió geoquímica y metalurgia en la academia minera de Freiberg. A su regreso a los Estados Unidos en 1878 se estableció en Colorado, comenzando a trabajar como geoquímico del Servicio Geológico de los Estados Unidos en 1880, donde sus investigaciones mineras le llevaron a descubrir el nuevo mineral zuñiíta. Tras varios años como geólogo, en 1909 cambió al Instituto Nacional de Estándares y Tecnología, donde trabajó como químico.
Realiza el descubrimiento, de que un gas se desprende de la descomposición del minerai de uranio ; y asimila a ese gas a un nuevo elemento cercano al nitrógeno. Pero, no pudo seguir trabajando en esa área. Varios años más tarde Norman Foster Ramsey demuestra, que se trata de helio y de argón que hasta ese momento solo se los conocía por el análisis de los espectros solares. Reexaminadas las muestras de Hillebrand por Ramsay determinó que el gas de la uranita contenía buena proporción de nitrógeno.
Hillebrand fue activo en la American Chemical Society. De 1908 a 1925, fue químico en jefe del National Bureau of Standards.
A partir de 1923, escribe con Gustav Ernst Fredrik Lundell la obra Applied Inorganic Analysis. Luego de su deceso, ese texto se publica en 1929 y fue largo tiempo una notable referencia en Química inorgánica.

## Honores
La "American Chemical Society" otorga cada año la medalla Hillebrand.
En 1916, recibe por sus contribuciones científicas la Medalla de Oro Chandler de la Universidad Columbia.

## Obra
- Analyse der Silikat- und Karbonatgesteine, 1910
- Hillebrand, WF; GEF Lundell. Applied Inorganic Analysis, John Wiley & Sons, New York. 1929

- La abreviatura «W.F.Hillebr.» se emplea para indicar a William Francis Hillebrand como autoridad en la descripción y clasificación científica de los vegetales.[2]